# HD 85355
HD 85355，又名CD-45 5470，SAO 221523、HR 3898，是一颗恒星，视星等为5.08，位于銀經272.95，銀緯6.31，其B1900.0坐标为赤經9h 46m 4.1s，赤緯-45° 6.31′ 57″。